# Campionato europeo di Formula 2 1976
La stagione 1976 della Campionato europeo di Formula 2 fu disputata su 12 gare. Il campionato venne vinto dal pilota francese Jean-Pierre Jabouille su Elf 2J-Renault.

## La pre-stagione

### Calendario
| Gara | Nome                                                            | Circuito             | Giri            | Lunghezza           | Data            | Note                                                                     |
| ---- | --------------------------------------------------------------- | -------------------- | --------------- | ------------------- | --------------- | ------------------------------------------------------------------------ |
| 1    | Deutschland Trophäe Jim Clark Gedächtnisrennen                  | Hockenheimring       | 20+20           | 40×6,789=271,560 km | 10/11 aprile    | Gara disputata su due manches di 20 giri. Classifica per somma di tempi. |
| 2    | BARC 200 Jochen Rindt Memorial Moon Williams European F2 Trophy | Circuito di Thruxton | 55              | 55×3,792=208,560 km | 19 aprile       |                                                                          |
| 3    | Gran Premio di Roma                                             | Autodromo Vallelunga | 65              | 65×3,200=208,000 km | 9 maggio        |                                                                          |
| 4    | Gran Premio del Festival di Salisburgo                          | Salzburgring         | 50              | 50×4,238=211,900 km | 23 maggio       |                                                                          |
| 5    | Gran Premio di Pau                                              | Circuito di Pau      | 73              | 73×2,760=201,480 km | 7 giugno        |                                                                          |
| 6    | Rhein-Pokalrennen                                               | Hockenheimring       | 20+20           | 40×6,789=271,560 km | 20 giugno       | Gara disputata su due manches di 20 giri. Classifica per somma di tempi. |
| 7    | Gran Premio di Rouen                                            | Circuito di Rouen    | 38              | 38×5,543=210,634 km | 27 giugno       |                                                                          |
| 8    | Gran Premio del Mugello Gran Premio Étienne Aigner              | Circuito del Mugello | 43              | 43×5,245=225,535 km | 11 luglio       |                                                                          |
| 9    | Gran Premio del Mediterraneo                                    | Autodromo di Pergusa | 30+30           | 60×4,950=297,000 km | 25 luglio       | Gara disputata su due manches di 30 giri. Classifica per somma di tempi. |
| 10   | Gran Premio dell'Estoril                                        | Circuito di Estoril  | 50              | 50×4,350=217,500 km | 8 agosto        |                                                                          |
|      | Gran Premio di Zolder                                           | Circuito di Zolder   | gara cancellata | gara cancellata     | 22 agosto       |                                                                          |
| 11   | Gran Premio di Nogaro                                           | Circuito di Nogaro   | 65              | 65×3,120=202,800 km | 19 settembre    |                                                                          |
| 12   | Gran Premio del Baden Württemberg e Assia                       | Hockenheimring       | 20+20           | 40×6,789=271,560 km | 25/26 settembre | Gara disputata su due manches di 20 giri. Classifica per somma di tempi. |

## Piloti e costruttori
| Team                           | Costruttore | Telai | Motore          | Gomme | No | Piloti                   |
| ------------------------------ | ----------- | ----- | --------------- | ----- | -- | ------------------------ |
| Écurie Elf                     | Martini     | MK 19 | Renault Gordini | G     | 1  | Patrick Tambay           |
| Écurie Elf                     | Martini     | MK 19 | Renault Gordini | G     | 2  | René Arnoux              |
| BMW Motorsport Racing          | March       | 762   | BMW Rosche      | G     | 3  | Maurizio Flammini        |
| BMW Motorsport Racing          | March       | 762   | BMW Rosche      | G     | 4  | Alex Ribeiro             |
| Équipe ELF Switzerland         | ELF         | 2J    | Renault Gordini | G     | 5  | Jean-Pierre Jabouille    |
| Équipe ELF Switzerland         | ELF         | 2J    | Renault Gordini | G     | 6  | Michel Leclère           |
| Trivellato Racing Team         | Chevron     | B35   | BMW             | G     | 7  | Willy Lovato             |
| Trivellato Racing Team         | Chevron     | B35   | BMW             | G     | 8  | Roberto Marazzi          |
| Osella Squadra Corse           | Osella      | A2    | BMW             | G     | 9  | Hans Binder              |
| Osella Squadra Corse           | Osella      | A2    | BMW             | G     | 10 | François Migault         |
| Boxer Cars                     | Boxer       | PR2   | Ford            | G     | 11 | Tony Rouff               |
| Wheatcroft Racing              | Wheatcroft  | R26   | Abarth          | G     | 12 | Brian Henton             |
| Project Four Racing            | March       | 751   | Hart            | G     | 14 | Gilles Villeneuve        |
| Project Four Racing            | March       | 751   | Hart            | G     | 14 | Jochen Mass              |
| Project Four Racing            | March       | 751   | Hart            | G     | 15 | Eddie Cheever            |
| Scuderia Everest               | March       | 762   | BMW             | G     | 16 | Lorenzo Niccolini        |
| Scuderia Everest               | March       | 762   | BMW             | G     | 17 | Giancarlo Martini        |
| Fred Opert Racing              | Chevron     | B35   | Hart            | G     | 18 | Juan Cochesa             |
| Fred Opert Racing              | Chevron     | B35   | Hart            | G     | 19 | José Dolhem              |
| Sté Racing Organisation Course | Chevron     | B35   | Chrysler ROC    | G     | 20 | Jean Pierre Jaussaud     |
| Willy Kauhsen Racing Team      | March       | 762   | Hart            | G     | 22 | Ingo Hoffmannn           |
| Willy Kauhsen Racing Team      | March       | 762   | Hart            | G     | 23 | Klaus Ludwig             |
| Osella Squadra Corse           | Osella      | FA2   | BMW             | G     | 25 | Giorgio Francia          |
| Osella Squadra Corse           | Osella      | FA2   | BMW             | G     | 26 | "Gianfranco"             |
| Gulf Team Rondini              | March       | 762   | BMW             | G     | 27 | Alessandro Pesenti-Rossi |
| Team Myson                     | March       | 752   | Hart            | G     | 28 | Richard Robarts          |
| BMW Motorsport                 | March       | 762   | BMW             | G     | 29 | Hans-Joachim Stuck       |
| Fred Opert Racing              | Chevron     | B35   | BMW             | G     | 30 | Jacques Laffite          |
| Fred Opert Racing              | Chevron     | B35   | BMW             | G     | 31 | Tom Pryce                |
| Fred Opert Racing              | Chevron     | B35   | BMW             | G     | 32 | Jean-Pierre Jarier       |
| BMW Motorsport                 | March       | 762   | BMW             | G     | 33 | Ronnie Peterson          |
| Ardmore Racing                 | March       | 742   | Ford            | G     | 35 | Ray Mallock              |
| Squadra Nettuno                | March       | 752   | BMW             | G     | 36 | Sandro Cinotti           |
| Team Warsteiner Eurorace       | TOJ         | F201  | BMW             | G     | 38 | Keke Rosberg             |
| Fred Opert Racing              | Chevron     | 762   | BMW             | G     | 39 | Harald Ertl              |
| Squadra Delta Corse            | March       | 762   | BMW             | G     | 40 | Alberto Colombo          |
| Modus Racing                   | Modus       | M7    | BMW             | G     | 41 | Ian Grob                 |
| Fritz Lochmann Racing          | Ralt        | RT1   | BMW             | G     | 42 | Freddy Kottulinsky       |
| Team Michel Vaillant           | March       | 752   | BMW             | G     | 43 | Bernard De Dryver        |
| Osella Squadra Corse           | Osella      | FA2   | BMW             | G     | 44 | Arturo Merzario          |
| Sead Alihodžić Racing          | March       | 732   | BMW             | G     | 45 | Sead Alihodžić           |
| Schweizer Auto Rennsport       | March       | 742   | BMW             | G     | 46 | Hans Walther             |
| Modus Racing                   | Modus       | M7    | BMW             | G     | 47 | Danny Sullivan           |
| Team Brambilla                 | March       | 732   | Lancia          | G     | 48 | Vittorio Brambilla       |
| Lista Racing Team              | March       | 762   | BMW             | G     | 50 | Markus Hotz              |
| ATS Wheels                     | Lola        | T450  | BMW             | G     | 54 | Mikko Kozarowitsky       |
| Scuderia Jolly Club            | March       | 742   | Amaroli         | G     | 58 | Carlo Giorgio            |

## Le tappe dell'europeo

Il francese Jean-Pierre Jabouille, vincitore dell'edizione su Elf-Renault

La decima edizione dell'europeo di F2 fu una delle più esaltanti, e si decise proprio sul filo di lana, il 26 settembre ad Hockenheim. Fu una gara talmente rocambolesca che l'inviato di una famosa rivista motoristica straniera, la giudicò seconda solo all'edizione del 1969 della 24 ore di Le Mans (che vide la Ford GT40 di Ickx prevalere di un soffio sulla Porsche 908 di Hans Hermmann). La stagione si apre ad Hockenheim con il Trofeo dedicato all'indimenticato campione scozzese. L'aria di casa, e un super motore BMW giovano a Stuck che vince nettamente le due Manche (le gare di formula 2 dell'epoca solitamente si svolgevano in due manche con somma di tempi finale) per la gioia dei 90.000 spettatori del velocissimo circuito tedesco. I 9 punti vanno però ad Arnoux, secondo classificato in quanto Stuck corre ormai da due anni regolarmente in F1 e non può ottenere punti. Sorprende Roberto Marazzi che con la Chevron di Trivellato ottiene un insperato quinto posto assoluto. Passa una settimana e il mini-circus della F2 è di scena a Thruxton per il Jochen Rindt Memorial. E a sorpresa si scatena Maurizio Flammini, che vince agevolmente davanti a Ribeiro portandosi a casa anche pole e giro più veloce.
E il romano si potrebbe ripetere nella gara di casa a Vallelunga terza prova del campionato. Ma mentre sta cercando con ogni mezzo di recuperare lo svantaggio sul battistrada Jabouille (che poi vincerà), Binder con l'Osella che deve essere doppiato gli chiude malamente la porta in faccia eliminandolo dalla gara. I commissari riescono a trattenere a stento Flammini che vorrebbe passare alle vie di fatto. A Salisburgo è ancora un francese a vincere. Questa volta è il turno di Leclère che prevale sugli agguerriti Flammini, Tambay e Arnoux. Per il pilota di Grenoble l'appuntamento con la vittoria arriva nel prestigioso Gran Premio del Pau, dove si toglie la soddisfazione di tenersi dietro niente meno che Jacques Laffite e di doppiare l'altro pilota classificato FIA Jarier, rispettivamente secondo e quarto con le Chevron di Fred Opert. Nelle prove stupisce non poco il canadese Gilles Villeneuve, che pur essendo debuttante assoluto in F2, con una March non proprio aggiornatissima curata da Ron Dennis ottiene il decimo tempo. Intanto il campionato prosegue con il secondo dei tre appuntamenti ad Hockenheim, e di fronte al pubblico amico Stuck vince agevolmente entrambe le manche, mentre i 9 punti per il campionato se li aggiudica Leclère giunto alle sue spalle. Per il settimo round il campionato fa tappa nel pericoloso circuito di Rouen e a sorpresa proprio a casa dei francesi torna alla vittoria il nostro Flammini, che precede Jabouille, Martini con la March preparata da Minardi e il sorprendente Rosberg con l'inedita Toj F201.

L'altro francese René Arnoux, secondo classificato su Martini-Renault

Il campionato che fino a quel momento era stato tutto sommato equilibrato vede ora al comando un trio di piloti a pari merito ovvero Jabouille, Flammini e Tambay con Arnoux staccato di due punti. Al Mugello torna alla vittoria Jabouille che precede Arnoux e Tambay. Ma Arnoux non si dà per vinto. Il futuro pilota della Ferrari azzecca due mani vincenti prima a Pergusa e poi sull'inedito circuito portoghese dell'Estoril, portandosi così in testa al campionato con 4 punti di vantaggio su Jabouille. Nella penultima prova del campionato a Nogaro il ritiro di Jabouille al 19º giro serve su un piatto d'argento il titolo ad Arnoux. Ma il destino non è dello stesso parere e il pilota della Martini rompe il motore venti giri dopo. La vittoria va al suo compagno di squadra Tambay che precede Laffite e Leclère.
si arrivò così alla gara conclusiva di Hockenheim con questa classifica:
| Pos | No | Pilota                | Vettura              | Team                   | Punti |
| --- | -- | --------------------- | -------------------- | ---------------------- | ----- |
| 1   | 2  | René Arnoux           | Martini-Renault MK19 | Écurie Elf             | 48    |
| 2   | 5  | Jean-Pierre Jabouille | ELF-Renault 2J       | Équipe ELF Swizterland | 44    |
| 3   | 1  | Patrick Tambay        | Martini-Renault MK19 | Écurie Elf             | 39    |
| 4   | 4  | Alex Ribeiro          | March-BMW 762        | BMW Motorsport         | 31    |
| 5   | 6  | Michel Leclère        | ELF-Renault 2J       | Équipe ELF Swizterland | 27    |
| 6   | 3  | Maurizio Flammini     | March-BMW 762        | BMW Motorsport         | 26    |
| 7   | 17 | Giancarlo Martini     | March-BMW 762        | Team Everest           | 12    |
| 8   | 14 | Eddie Cheever         | March-Hart 762       | Project 4 Racing       | 10    |

### L'epica sfida di Hockenheim
Al pilota di Grenoble quindi bastava un secondo posto per aggiudicarsi il titolo anche nell'eventualità che vincesse la gara Jabouille. E dopo il risultato della prima manche sembrava procedere tutto a favore di Arnoux, visto che arrivò secondo dietro a Jabouille, nonostante la pressione di Leclère.
| Pos | No | Pilota                | Vettura              | Team                      | Giri | Tempo    |
| --- | -- | --------------------- | -------------------- | ------------------------- | ---- | -------- |
| 1   | 5  | Jean-Pierre Jabouille | ELF-Renault 2J       | Équipe ELF Swizterald     | 20   | 41'43.8  |
| 2   | 2  | René Arnoux           | Martini-Renault MK19 | Écurie Elf                | 20   | 41'47.4" |
| 3   | 6  | Michel Leclère        | ELF-Renault 2J       | Équipe ELF Swizterald     | 20   | 41'54.0" |
| 4   | 24 | Klaus Ludwig          | March-BMW 762        | Willy Kauhsen Racing Team | 20   | 42'08.0" |
| 5   | 9  | Hans Binder           | Chevron-BMW B29      | Chevron Cars              | 20   | 42'09.9" |
| 6   | 38 | Keke Rosberg          | TOJ-BMW F201         | Team Warsteiner Eurorace  | 20   | 42'24.6" |

Al termine della prima manche, Jean Sage direttore sportivo di Jabouille e Leclère, prende da parte i suoi piloti e gli espone la sua strategia per la seconda parte della gara. Leclère avrebbe fatto la Lepre mentre Jabouille si sarebbe limitato a controllare a distanza Arnoux. La gara partì e andò proprio così. Leclère corse al limite e prese subito un discreto vantaggio con Jabouille secondo che controllava Arnoux. I giornalisti e il pubblico rimasero stupiti. Con una vittoria di Leclère e Jabouille secondo il titolo sarebbe andato ad Arnoux. Invece a pochi giri dal termine scattò la trappola di Sage. Con Leclère aveva infatti concordato anche un'altra cosa: ad un certo punto della gara avrebbe dovuto rallentare l'andatura, pilotato dai box. E infatti Sage con un'abilità e una precisione impressionante fa rallentare ad arte Leclère fino al punto di fargli tagliare il traguardo con un vantaggio talmente esatto che nella classifica per somma dei tempi risulterà primo Jabouille, secondo Leclère e Arnoux terzo.
| Pos | No | Pilota                | Vettura              | Team                   | Giri | Tempo    |
| --- | -- | --------------------- | -------------------- | ---------------------- | ---- | -------- |
| 1   | 6  | Michel Leclère        | ELF-Renault 2J       | Équipe ELF Switzerland | 20   | 40'42.5" |
| 2   | 5  | Jean-Pierre Jabouille | ELF-Renault 2J       | Équipe ELF Switzerland | 20   | 40'49.1" |
| 3   | 2  | René Arnoux           | Martini-Renault MK19 | Écurie Elf             | 20   | 40'50.6" |
| 4   | 9  | Hans Binder           | Chevron-BMW B29      | Chevron Cars           | 20   | 41'05.7" |
| 5   | 1  | Patrick Tambay        | Martini-Renault MK19 | Écurie Elf             | 20   | 41'08.5" |
| 6   | 14 | Eddie Cheever         | March-Hart 762       | Project 4 Racing       | 20   | 41'14.3" |

Il risultato, per la somma dei tempi delle due manche fu dunque:
| Pos | No | Pilota                | Vettura              | Team                     | Giri | Tempo      |
| --- | -- | --------------------- | -------------------- | ------------------------ | ---- | ---------- |
| 1   | 5  | Jean-Pierre Jabouille | ELF-Renault 2J       | Équipe ELF Switzerland   | 40   | 1:22'32.9" |
| 2   | 6  | Michel Leclère        | ELF-Renault 2J       | Équipe ELF Switzerland   | 40   | 1:22'36.5" |
| 3   | 2  | René Arnoux           | Martini-Renault MK19 | Écurie Elf               | 40   | 1:22'38.0" |
| 4   | 9  | Hans Binder           | Chevron-BMW B29      | Chevron Cars             | 40   | 1:23'15.6" |
| 5   | 38 | Keke Rosberg          | TOJ-BMW F201         | Team Warsteiner Eurorace | 40   | 1:23'48.2" |
| 6   | 15 | Jochen Mass           | March-Hart 762       | Project 4 Racing         | 40   | 1:23'48.2" |

Sul podio accanto a un raggiante Jabouille, Arnoux con aria smarrita guardava il vuoto ancora incredulo di ciò che era successo. Mentre nel box della Elf Jean Sage veniva festeggiato come se la gara l'avesse vinta lui. E in un certo senso era proprio andata così.

## Risultati e classifiche

### Risultati
| Gara | Circuito     | Tempo               | Velocità                  | Pole position         | GPV                                     | Vincitore                         | Vettura                         |
| ---- | ------------ | ------------------- | ------------------------- | --------------------- | --------------------------------------- | --------------------------------- | ------------------------------- |
| 1    | Hockenheim   | 1'21:45.6 1'23:45.6 | 199,286 km/h 196,190 km/h | Hans-Joachim Stuck    | Hans-Joachim Stuck                      | Hans-Joachim Stuck René Arnoux    | March-BMW Martini-Renault       |
| 2    | Thruxton     | 1'06:51.54          | 187,164 km/h              | Maurizio Flammini     | Maurizio Flammini Jean-Pierre Jabouille | Maurizio Flammini                 | March-BMW                       |
| 3    | Vallelunga   | 1'18:03.1           | 159,894 km/h              | Jean-Pierre Jabouille | René Arnoux                             | Jean-Pierre Jabouille             | Elf2-Renault                    |
| 4    | Salzburgring | 1'04:28.82          | 197,176 km/h              | Maurizio Flammini     | René Arnoux                             | Michel Leclère                    | Elf2-Renault                    |
| 5    | Pau          | 1'32:11.58          | 131,125 km/h              | Patrick Tambay        | Jacques Laffite                         | René Arnoux                       | Martini-Renault                 |
| 6    | Hockenheim   | 1'21:27.6 1'21:34.3 | 200,020 km/h 199,746 km/h | Hans-Joachim Stuck    | Jean-Pierre Jabouille Michel Leclère    | Hans-Joachim Stuck Michel Leclère | March-BMW Elf Jabouille-Renault |
| 7    | Rouen        | 1'09:59.77          | 180,553 km/h              | Alex-Dias Ribeiro     | René Arnoux                             | Maurizio Flammini                 | March-BMW                       |
| 8    | Mugello      | 1'19:28.8           | 170,258 km/h              | Jean-Pierre Jabouille | René Arnoux                             | Jean-Pierre Jabouille             | Elf2-Renault                    |
| 9    | Pergusa      | 1'36:12.9           | 185,210 km/h              | Patrick Tambay        | Alex-Dias Ribeiro                       | René Arnoux                       | Martini-Renault                 |
| 10   | Estoril      | 1'20:19.77          | 162,456 km/h              | René Arnoux           | René Arnoux                             | René Arnoux                       | Martini-Renault                 |
| 11   | Nogaro       | 1'20:29.25          | 151,788 km/h              | Jean-Pierre Jabouille | Patrick Tambay                          | Patrick Tambay                    | Martini-Renault                 |
| 12   | Hockenheim   | 1'22:32.9           | 197,383 km/h              | Jean-Pierre Jabouille | René Arnoux                             | Jean-Pierre Jabouille             | Elf2-Renault                    |

### Classifica Piloti
| Punti | 9 | 6 | 4 | 3 | 2 | 1 |

Contano i 9 migliori risultati.
| Posizione | Nome                     | Paese          | Team                           | Telaio       | Motore   | Germania (bandiera) | Regno Unito (bandiera) | Italia (bandiera) | Austria (bandiera) | Francia (bandiera) | Germania (bandiera) | Francia (bandiera) | Italia (bandiera) | Italia (bandiera) | Portogallo (bandiera) | Francia (bandiera) | Germania (bandiera) | Punti Totali |
| --------- | ------------------------ | -------------- | ------------------------------ | ------------ | -------- | ------------------- | ---------------------- | ----------------- | ------------------ | ------------------ | ------------------- | ------------------ | ----------------- | ----------------- | --------------------- | ------------------ | ------------------- | ------------ |
| 1         | Jean-Pierre Jabouille    | Francia        | Équipe Elf Switzerland         | Elf2         | Renault  | -                   | -                      | 9                 | 1                  | 6                  | 4                   | 6                  | 9                 | 3                 | 6                     | -                  | 9                   | 53           |
| 2         | René Arnoux              | Francia        | Écurie Elf                     | Martini      | Renault  | 9                   | -                      | -                 | 3                  | 9                  | 3                   | -                  | 6                 | 9                 | 9                     | -                  | 4                   | 52           |
| 3         | Patrick Tambay           | Francia        | Écurie Elf                     | Martini      | Renault  | 6                   | 4                      | 6                 | 4                  | -                  | 6                   | -                  | 4                 | -                 | -                     | 9                  | -                   | 39           |
| 4         | Michel Leclère           | Francia        | Équipe Elf Switzerland         | Elf2         | Renault  | -                   | -                      | 3                 | 9                  | -                  | 9                   | -                  | -                 | -                 | -                     | 6                  | 6                   | 33           |
| 5         | Alex-Dias Ribeiro        | Brasile        | March/BMW                      | March        | BMW      | -                   | 6                      | 4                 | 2                  | 3                  | -                   | -                  | 3                 | 6                 | 4                     | 3                  | -                   | 31           |
| 6         | Maurizio Flammini        | Italia         | March/BMW                      | March        | BMW      | -                   | 9                      | -                 | 6                  | -                  | 1                   | 9                  | 1                 | -                 | -                     | -                  | -                   | 26           |
| 7         | Giancarlo Martini        | Italia         | Scuderia Everest               | March        | BMW      | -                   | -                      | -                 | -                  | 4                  | 2                   | 4                  | 2                 | -                 | -                     | -                  | -                   | 12           |
|           | Hans Binder              | Austria        | Chevron Racing                 | Chevron      | BMW      | -                   | -                      | -                 | -                  | -                  | -                   | -                  | -                 | 2                 | 3                     | 4                  | 3                   | 12           |
| 9         | Eddie Cheever            | Stati Uniti    | Project Four Racing            | March        | Hart     | -                   | 3                      | -                 | -                  | -                  | -                   | -                  | -                 | 4                 | 2                     |                    |                     | 10           |
| 9         | Eddie Cheever            | Stati Uniti    | Project Four Racing            | Ralt         | Hart     |                     |                        |                   |                    |                    |                     |                    |                   |                   |                       | 1                  | -                   | 10           |
| 10        | Roberto Marazzi          | Italia         | Trivellato Racing Team         | Chevron      | BMW      | 3                   | -                      | -                 | -                  | -                  | -                   | 2                  | -                 | -                 | -                     | -                  | -                   | 5            |
|           | Keke Rosberg             | Finlandia      | Team Warsteiner Eurorace       | Toj          | BMW      | -                   | -                      | -                 | -                  | -                  | -                   | 3                  | -                 | -                 | -                     | -                  | 2                   | 5            |
| 12        | Wilhelm Deutsch          | Germania Ovest | Team Daimon Varley             | March        | BMW      | 4                   | -                      | -                 | -                  | -                  | -                   | -                  | -                 | -                 | -                     | -                  | -                   | 4            |
|           | Klaus Ludwig             | Germania Ovest | Willy Kauhsen Racing Team      | March        | Hart     | -                   | -                      | -                 | -                  | 2                  | -                   | -                  | -                 | -                 | -                     | 2                  | -                   | 4            |
| 14        | Ingo Hoffmann            | Brasile        | Willy Kauhsen Racing Team      | March        | Hart     | -                   | 2                      | -                 | -                  | -                  | -                   | 1                  | -                 | -                 | -                     | -                  | -                   | 3            |
| 15        | Harald Ertl              | Austria        | Motor Racing Company           | Chevron      | BMW      | 2                   | -                      | -                 | -                  | -                  | -                   | -                  | -                 | -                 | -                     | -                  | -                   | 2            |
|           | Alessandro Pesenti-Rossi | Italia         | Scuderia Gulf Rondini          | March        | BMW      | -                   | -                      | 2                 | -                  | -                  | -                   | -                  | -                 | -                 | -                     | -                  | -                   | 2            |
| 17        | Hans Heyer               | Germania Ovest | Team Warsteiner Eurorace       | Toj          | BMW      | 1                   | -                      | -                 | -                  | -                  | -                   | -                  | -                 | -                 | -                     | -                  | -                   | 1            |
|           | François Migault         | Francia        | Osella Squadra Corse           | Osella Corse | BMW      | -                   | 1                      | -                 | -                  | -                  | -                   | -                  | -                 | -                 | -                     | -                  | -                   | 1            |
|           | Jean-Pierre Jaussaud     | Francia        | Sté Racing Organisation Course | Chevron      | Chrysler | -                   | -                      | 1                 | -                  | -                  | -                   | -                  | -                 | -                 | -                     | -                  | -                   | 1            |
|           | Freddy Kottulinsky       | Svezia         | Fritz Lochmann Racing          | Ralt         | BMW      | -                   | -                      | -                 | -                  | 1                  | -                   | -                  | -                 | -                 | -                     | -                  | -                   | 1            |
|           | Markus Hotz              | Svizzera       | Lista Racing Team              | March        | BMW      | -                   | -                      | -                 | -                  | -                  | -                   | -                  | -                 | 1                 | -                     | -                  | -                   | 1            |
|           | Alberto Colombo          | Italia         | ?                              | March        | BMW      | -                   | -                      | -                 | -                  | -                  | -                   | -                  | -                 | -                 | 1                     | -                  | -                   | 1            |
|           | Giorgio Francia          | Italia         | Trivellato Racing Team         | Chevron      | BMW      | -                   | -                      | -                 | -                  | -                  | -                   | -                  | -                 | -                 | -                     | -                  | 1                   | 1            |